# Ton Koopman
Ton Koopman (* 12. října 1944 Zwolle, Nizozemí) je dirigent, varhaník a cembalista.
Ton Koopman studoval varhany (prof. Simon C. Jansen), cembalo (Gustav Leonhardt) a muzikologii v Amsterdamu. Specializuje se na barokní hudbu. V roce 1979 založil Amsterdamský barokní orchestr, v roce 1992 rozšířený na Amsterdamský barokní orchestr a sbor. Natočil mimo jiné kompletní varhanní dílo J. S. Bacha.